# The Neon
The Neon es el decimonoveno álbum del dúo británico de synthpop Erasure. El álbum fue producido por Erasure, y fue realizado el 21 de agosto de 2020, en diversos formatos. Radio 2 de la BBC lo nombró álbum de la semana.

El 4 de junio de 2020, se lanzó Hey Now (Think I Got A Feeling), como primer sencillo adelanto y tuvo una gran repercusión, permaneciendo por 4 semanas en la lista A de Radio 2 de la BBC y siendo uno de los temas más difundidos en las radios británicas en junio y julio de 2020. Además fue muy bien  recibido por la crítica especializada.

El 9 de julio de 2020, se presentó "Shot a Satellite", otro tema adelanto, pero que no fue lanzado como sencillo.

El 13 de agosto de 2020, se presentó Nerves of Steel, segundo sencillo adelanto.

El 22 de octubre de 2020, se presentó Fallen Angel, tercer sencillo.

The Neon alcanzó el puesto 4 del ranking británico, la mejor posición de un álbum de Erasure desde 1994, cuando I Say I Say I Say había alcanzado la cima del chart.

También alcanzó el puesto número 11 en el ranking alemán, el número 2 en Escocia, número 49 en Austria y número 7 en el Billboard's Top Dance/Electronic Albums.

## Lista de temas
Edición en CD, Disco de vinilo, Casete e Internet
| The Neon |                                   |          |  |
| N.º      | Título                            | Duración |  |
| 1.       | «Hey Now (Think I Got A Feeling)» | 3:46     |  |
| 2.       | «Nerves of Steel»                 | 4ː14     |  |
| 3.       | «Fallen Angel»                    | 3ː51     |  |
| 4.       | «No Point in Tripping»            | 3ː50     |  |
| 5.       | «Shot a Satellite»                | 3ː41     |  |
| 6.       | «Tower of Love»                   | 3ː42     |  |
| 7.       | «Diamond Lies»                    | 3ː08     |  |
| 8.       | «New Horizons»                    | 3ː06     |  |
| 9.       | «Careful What I Try to Do»        | 3ː26     |  |
| 10.      | «Kid You’re Not Alone»            | 4ː32     |  |

## Créditos
Todos los temas fueron escritos por Andy Bell y Vince Clarke

Producido por Erasure.

Coristasː Tarwana West y Keisha Jackson.

Producción vocalː Ben H Allen para Makereordsnotbombs.

Ingenieríaː Ben Etter

Asistente de Ingenieríaː Anne Leeth

Asistente de estudioː Royal Teague, Sam Tabacchi, Nick Wilson, Parker Bradford y Mike Lupo.

Mezclado por David Wrench para Solar Management Ltd.

Asistentes de mezclaː Cecile Desnos, Tim Pennells, Joel Davies y Grace Banks.

Mezclado en Studio Bruno, Londres.

Masterizado por Matt Colton en Metropolis.

Dirección de arte y diseñoː Paul A. Taylor.

Dirección de fotografía de arteː Anna Bergfors, Paul A. Taylor y Edith Bergfors.

Fotografíaː Edith Bergfors para Edithbergfors.com.

Fotografías de Erasureː Phil Sharp para Philsharp-photocom.

Diseño de postproducciónː Louise Hendy.

## Datos adicionales
El 4 de diciembre de 2020, se editó The Neon Singles, que contiene en formato físico los tres sencillos extraídos del álbum The Neonː Hey Now (Think I Got A Feeling), Nerves of Steel y Fallen Angel.

El 30 de julio de 2021, se realizó The Neon Remixed, álbum doble que contiene remezclas del álbum The Neon y un tema inéditoː Secrets.

El 1º de octubre de 2021, se editó NeːEp, un EP que contiene 5 temas -entre ellos Secrets- originalmente realizados durante la grabación de The Neon. El corte de difusión de este EP, es Time (Hearts Full of Love).

## Posición en los rankings
The Neon alcanzó el puesto 4 del ranking británico.

Obtuvo el puesto número 11 en el ranking alemán, el n̪úmero 2 en Escocia, número 49 en Austria y número 7 en el Billboard's Top Dance/Electronic Albums.